# Хартли, Киф
Киф (Кит) Харли (англ. Keef (Keith) Hartley; 8 апреля 1944, Престон, Ланкашир, Англия — 27 ноября 2011) — британский барабанщик.

## Биография
Родился в Престоне, но позже переехал в Ливерпуль.
Его профессиональная музыкальная карьера началась, когда он заменил Ринго Старра в группе Rory Storm and the Hurricanes, популярной в то время ливерпульской группы. Впоследствии он играл и записывался с The Artwoods, стал участником John Mayall Bluesbreakers. После этого он создал собственную группу «The Keef Hartley (Big) Band», чей стиль включал в себя элементы джаза, блюза, рок-н-ролла. Группа выступала на вудстоксом фестивале в 1969 году и выпустила 4 популярных альбома включая Halfbreed и The Battle of North West Six. В группе играли гитарист Миллер Андерсон и басист Гэри Тэйн (Uriah Heep).
В ноябре 1974 года британский музыкальный журнал NME сообщил, что Хартли, который был почти не занят после распада его группы в 1972 году, создал новую под названием Dog Soldier. С ней он записал один альбом, названный Dog Soldier, который был выпущен в 1975 году.
В 2007 году вышла автобиография Halfbreed (A Rock and Roll Journey That Happened Against All The Odds)., где Хартли пишет о своём детстве в Престоне, и своей карьере барабанщика и бэндлидера, в том числе о появление Keef Hartley Band на Вудстоке в 1969 году.

## Дискография

### Keef Hartley Band
- Halfbreed (1969)
- The Battle of North West Six (1969)
- The Time is Near (1970) — UK #41[6]
- Overdog (1971)
- Seventy-Second Brave (1972)
- Not Foolish, Not Wise (2003)

### Little Big Band
- Little Big Band (live at Marquee Club) (1971)

### Сольно
- Lancashire Hustler (1973)

### Dog Soldier
- Dog Soldier (1975)